# Sociedad Anticuaria de Plymouth
La Sociedad Anticuaria de Plymouth es una organización histórica en Plymouth, Massachusetts. Fue fundada en 1919, posee y mantiene la Antigua Fortaleza Harlow, La Casa Spooner, la Casa Hedge, y un sitio americano nativo histórico llamado Sacrifice Rock.